# Libnotes (Libnotes) neosolicita
Libnotes (Libnotes) neosolicita is een tweevleugelige uit de familie steltmuggen (Limoniidae). De soort komt voor in het Oriëntaals gebied.